# 하야시 겐타로 (축구 선수)
하야시 겐타로(일본어: 林 健太郎, 1972년 8월 29일 ~ )는 일본의 전 축구 선수이다.

## 구단 경력
1995년 J1리그의 베르디 가와사키(도쿄 베르디)에 입단했다. 1995년 J1리그 준우승, 1996년에 천황배 우승을 차지했다. 1998년 비셀 고베로 임대 이적했다. 1999년 베르디 가와사키로 복귀했다. 2004년에 천황배 우승을 차지했다. 2005년까지 250경기에 출전하여, 18득점을 넣었다. 2006년 방포레 고후로 이적했다. 2007년후 J2리그에 강등했다. 2009년후 현역 은퇴.

## 국가대표팀 경력
그는 1995년 8월 6일 코스타리카과의 경기에서 일본 국가대표팀에 데뷔했다. 그는 국제 A매치 통산 2경기에 출전했다.

## 통계
| 일본 | 일본 | 일본 |
| 연도 | 출전 | 득점 |
| ---- | ---- | ---- |
| 1995 | 2    | 0    |
| 통산 | 2    | 0    |